# Adem (Miss Montreal)
Adem is een lied van de Nederlandse band Miss Montreal. Het werd in 2022 als single uitgebracht.

## Achtergrond
Adem is geschreven door Sanne Hans, Glen Faria en Faried Arween Jhauw en geproduceerd door Jeremia Jones. Het is een lied uit het genre nederpop. Het is een lied dat gaat over de ervaring van vallen en opstaan en jezelf verder ontwikkelen. Hans schreef het lied drie jaar voordat het werd uitgebracht, maar was na het schrijven eerst niet tevreden, doordat ze het niet vond passen bij hoe ze zich op dat moment voelde. Het lied werd bij NPO Radio 2 uitgeroepen tot NPO Radio 2 TopSong.

## Hitnoteringen
De band had weinig succes met het lied in Nederland. Het had geen notering in de  Single Top 100 en ook de Top 40 werd niet bereikt; het lied bleef steken op de 21e plaats van de Tipparade.